# 풍호
풍호(豊鎬)는 중국의 옛 지명이며, 서주(西周)의 수도였다. 풍경(豊京)과 호경(鎬京)을 함께 이르는 말이며, 현재의 중화인민공화국 산시성 시안시에 위치하였다.

## 역사
서주(西周) 문왕(文王) 시대에 중원으로 세력을 확장하면서 평수이와 웨이수이 사이에 풍경(豊京)을 건설하였으며, 왕위를 이어받은 무왕(武王)이 풍경 부근에 호경(鎬京)을 건설하였다. 풍경에는 종묘와 정원 등의 건축물이 위치하였으며, 호경에는 왕의 거처와 조정 등의 건축물이 위치하였다. 기원전 771년 견융(犬戎)의 습격을 받자, 주나라는 수도를 동쪽의 성주(成周)로 옮겼다.
현재 산시성 시안시 서남쪽에 있는 풍하(灃河) 부근에 성터 유적이 남아 있으며, 풍경은 강의 서쪽에, 호경은 강의 동쪽에 위치하였다. 1961년 중화인민공화국 국무원에 의해 전국중점문물보호단위에 지정되었다.

## 같이 보기
- 시안시
- 서주